# Tarocchi di Marsiglia

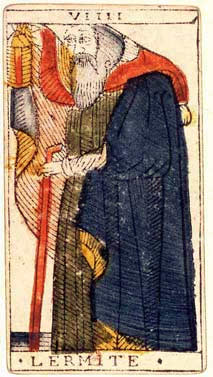
L'Eremita nel mazzo di Jean Dodal stampato a Lione tra il 1701 e il 1715

I tarocchi di Marsiglia (tarot de Marseille) o tarocchi marsigliesi sono probabilmente derivati dai Tarocchi prodotti agli inizi del Settecento da Jean Dodal a Lione e da Pierre Madenié a Digione, a loro volta derivati da mazzi prodotti a  Parigi da vari stampatori nel corso del Seicento, come Jacques Vieville e Jean Noblet. 
Il più antico Tarocco stampato a Marsiglia sembra essere quello di François Chosson, risalente al 1735. Quel modello fu presto imitato da numerosi altri stampatori e nella seconda metà del Settecento divenne uno "standard" da cui sono derivati molti altri mazzi di Tarocchi.
Stando agli storici più accreditati, i Tarocchi furono inventati nell'Italia settentrionale agli inizi del XV secolo e introdotti in Francia durante il periodo di dominazione francese del Ducato di Milano alla fine di quello stesso secolo. Dalla Francia meridionale si diffusero a Parigi, poi nelle regioni orientali della Francia, in Svizzera e da qui verso in Germania e Austria. 
Qualcuno ha ipotizzato che "il gioco fu reintrodotto nell'Italia settentrionale, dopo che si era praticamente estinto" , ma la cosa è più complessa. In realtà, nell'Italia settentrionale il gioco dei Tarocchi è rimasto costantemente in uso dalla prima metà del Quattrocento sino ad oggi, sebbene nel corso del Novecento sia progressivamente caduto in disuso perché soppiantato da altri giochi di carte. 
Fu solo nel corso del Settecento che lo stile dei Tarocchi cosiddetti "marsigliesi" influenzò i produttori di Tarocchi italiani. Questo avvenne a causa della crisi economica che colpì la Lombardia e il Piemonte nel corso del Seicento. In quell'epoca diventò più conveniente comprare Tarocchi dalla Francia. Poi, agli inizi del Settecento, i Savoia accolsero fabbricanti francesi nei loro territori per avviare una produzione locale, e naturalmente quei fabbricanti portarono con sé i propri modelli. Da qui nacque la tendenza, fra gli stampatori italiani, a produrre anche, ma non solo, Tarocchi in stile marsigliese.
Lo stile dei Tarocchi marsigliesi si impose come standard per i Tarocchi francesi, svizzeri e piemontesi intorno alla metà del XVIII secolo, ma l'uso del nome Tarot de Marseille risale al secolo seguente. Fu lo storico Romain Merlin a coniare questo termine nel 1855. Poi, negli anni trenta del XX secolo, Paul Marteau direttore della fabbrica di carte da gioco Grimaud, usò questo nome per un Tarocco pubblicato da Nicholas Conver a Marsiglia nel 1760; per supportare la vendita di quel mazzo, Marteau pubblicò un libro, Le Tarot de Marseille (Parigi, 1949), dove sintetizzava i significati divinatori tramandati dagli esoteristi francesi del primo Novecento.

## Struttura
| Seme     |         |       |        |         |
| Italiano | Spade   | Coppe | Denari | Bastoni |
| Spagnolo | Espadas | Copas | Oros   | Bastos  |

I Tarocchi di Marsiglia sono composti da un mazzo di cinquantasei carte di quattro semi italiani: bastoni, spade, coppe e denari (in francese Bâtons, Épées, Coupes e Deniers) a cui si aggiungono 21 trionfi e il Matto (Le Mat). Ogni seme contiene dieci carte numerali dall'asso al 10 e quattro carte di corte: Fante, Cavaliere, Regina e Re (Valet, Chevalier o Cavalier, Dame e Roi). Nei termini esoterici i trionfi insieme al Matto sono detti arcani maggiori e le carte rimanenti arcani minori.
|         | 1 | 2 | 3 | 4 | 5 | 6 | 7 | 8 | 9 | 10 | Fante | Cavaliere | Regina | Re |
| ------- | - | - | - | - | - | - | - | - | - | -- | ----- | --------- | ------ | -- |
| Denari  |   |   |   |   |   |   |   |   |   |    |       |           |        |    |
| Coppe   |   |   |   |   |   |   |   |   |   |    |       |           |        |    |
| Spade   |   |   |   |   |   |   |   |   |   |    |       |           |        |    |
| Bastoni |   |   |   |   |   |   |   |   |   |    |       |           |        |    |

### La composizione dei Trionfi marsigliesi
È questa forse la principale forma definitiva usata. Molti tarocchi fantastici si ispirano a quelli marsigliesi. Vale quindi la pena di darne una descrizione più accurata:
- I - Il Bagatto (le Bateleur). La parola ha origini latine e sta ad indicare «figura da poco», «bagatella», cosa di nessun conto. Rappresenta un giovane uomo con un grande cappello e abiti vistosi, posto in piedi davanti a un tavolo, su cui figurano monete, vasetti, dadi, coltelli, una borsa. L'uomo regge nella mano sinistra un bastone dorato.
- II - La Papessa (La Papesse). È forse una delle figure che ha dato luogo a maggiori discussioni, dal momento che nessuna donna ha mai avuto accesso al soglio di Pietro. In taluni mazzi è stata sostituita da Divinità o altre carte. La donna ha un triregno in capo, è seduta su un trono ricoperto da un velo e ha in mano un libro aperto.
- III - L'Imperatrice (L'Impératrice). Una donna in trono, con la corona in testa, ha in mano uno scettro col globo sormontato dalla croce (da sempre simbolo di impero). Regge con la mano destra uno scudo con un'aquila araldica, e ha due ali aperte sulla schiena.
- IV - L'Imperatore (L'Empereur). Un uomo barbuto, seduto in trono di profilo, con una gamba incrociata sull'altra, regge uno scettro con la destra. Sotto al Trono è appoggiato uno scudo con un'aquila araldica. La carta è evidentemente collegata col potere terreno.
- V - Il Papa (Le Pape). Seduto in posizione frontale, il Pontefice col Triregno regge un pastorale a croce con tre traverse. Ai suoi piedi, di statura notevolmente inferiore, sono inginocchiati due chierici. Il Papa ha la barba canuta, probabile allusione alla sua saggezza.
- VI - L'innamorato (L'Amoureux). Sotto un grande cupido alato, pronto a scoccare la sua freccia, un giovane sta in piedi tra due figure femminili, una vestita più poveramente dell'altra. I critici sono concordi nell'identificare questa lama col mito di Ercole, che dovette scegliere tra Vizio e Virtù.
- VII - Il Carro (Le Chariot). Un carro visto in modo rigidamente frontale, è condotto da un giovane guerriero incoronato, mentre trattiene saldamente due cavalli, uno blu ed uno rosso, che tendono a scartare in posizioni opposte.
- VIII - La Giustizia (la Justice). È questa una delle quattro Virtù cardinali citate nel mazzo, da cui manca la Prudenza. Una donna in trono regge con la mano sinistra una bilancia dai piatti allineati, e con la destra una spada. Questo Trionfo contiene in sé l'idea di equilibrio e di punizione.
- IX - L'Eremita (L'Ermite). Un vecchio barbuto, appoggiandosi ad un bastone, avanza reggendo una lampada. Non si può fare a meno di pensare a Diogene che, reggendo una lampada affermava di cercare l'uomo.
- X - La Ruota della Fortuna (La Roue de Fortune). Questa immagine, largamente conosciuta e rappresentata nel Medioevo, raffigura una ruota sormontata da una sfinge alata con corona e spada, con due esseri mezzo uomo e mezzo animale arrampicati ai suoi lati. Già in epoca medievale la Ruota era usata per ricordare la vanità delle conquiste e dei beni terreni.
- XI - La Forza (La Force). Una donna con un ampio cappello in testa chiude le fauci di un leone. È una delle quattro Virtù cardinali raffigurata nel mazzo.
- XII - L'Appeso (Le Pendu). Un uomo è appeso per un piede a un palo retto da nodose travi di legno. La gamba libera è piegata verso l'interno. La carta raffigura una pena praticata realmente durante il Medioevo, sia dal vero sia in effigie, a chi si rendeva reo di tradimento. Questo tipo di pittura, detta infamante, era solitamente affidata a mestieranti, ma a volte ad artisti di rilievo, come Sandro Botticelli e Andrea del Sarto.
- XIII - La Morte (a volte lasciata senza scritta) – Uno scheletro con una falce cammina in un campo cosparso di mani e di teste. La figura è collegata con l'iconografia medievale del Trionfo della Morte molto diffusa nel Medioevo e nel Rinascimento, in cui uno o più scheletri si trascinano, in fila o in una danza macabra, regnanti, Papi e altri soggetti solitamente di alto livello sociale.
- XIV - La Temperanza (Tempérance). Altra virtù cardinale. Un Angelo con la veste bipartita in due zone di colore blu e rosso, versa un liquido da un'anfora all'altra reggendole entrambe con le mani.
- XV - Il Diavolo (Le Diable). Un essere cornuto dal viso sghignazzante, le ali di pipistrello, i seni femminili, i genitali maschili, le gambe caprine, sta in cima a un piccolo ceppo a cui sono legati due diavoletti. Gli zoccoli e il ghigno osceno sono mutuati dalle classiche immagini greche del dio Pan.
- XVI - La Torre (La Maison Dieu). Una torre che ha come tetto una corona, viene scoperchiata da una lingua di fuoco, mentre due figure umane cadono al suolo e piccole sfere riempiono l'aria. La costruzione evoca la Biblica torre di Babele, talmente alta che Dio punì gli uomini confondendo il loro linguaggio.
- XVII - La Stella (L'Étoile). Con questa carta si abbandona il mondo umano e si entra in quello spiritualmente superiore. Otto stelle, di cui la centrale molto più grande, sormontano una donna nuda che versa per terra acqua da due anfore. Sul fondo, un minuscolo albero su cui canta un piccolo uccello.
- XVIII - La Luna (La Lune). Seconda lama della serie degli astri la Luna splende rotonda in cielo ma con il volto raffigurato di profilo, mentre gocce colorate partono dalla terra verso di essa. In primo piano un Gambero, legato zodiacalmente al segno del Cancro, esce da una pozza d'acqua. Due cani ululano e due torri sullo sfondo sembrano custodire il paesaggio.
- XIX - Il Sole (Le Soleil). Un grande sole radiante sparge gocce su due gemelli ritti in piedi vicino a un basso muretto in mattoni.
- XX - Il Giudizio (Le Jugement). Un angelo esce da un nembo colorato suonando la tromba, mentre tre piccoli corpi sorgono da un avello. Anche questa immagine, frequentissima nel Medioevo, può farsi risalire ai numerosi miti sulla fine del mondo presenti in molte religioni antiche. Il più importante riferimento è certamente l'Apocalisse di Giovanni, ultimo libro del Nuovo Testamento. Questa carta corrisponde all'Angelo di altri mazzi da gioco.
- XXI - Il Mondo (Le Monde). La carta rappresenta una donna seminuda che regge due bastoncini nelle mani. Essa è circondata da una mandorla di foglie, mentre ai quattro lati della carta compaiono i simboli Tetramorfi degli Evangelisti: un Angelo (San Matteo) un'Aquila (San Giovanni) un Toro (San Luca) e un Leone (San Marco). La carta compendia, se pur in forma elementare due figure geometriche, il cerchio e il quadrato, che erano considerate il simbolo della perfezione.
- Il Matto (Le Fou o Le Mat). La lama non è numerata e può essere inserita sia all'inizio sia alla fine del mazzo. Un giullare girovago, col cappello a sonagli, che regge su una spalla un fagottino con le sue poche cose, si avvia verso una strada non meglio identificata, rincorso da un cane che gli sta lacerando una calza. Una figura analoga si trova nel tarocco del Mantegna, ma è chiamato il Misero.[6]

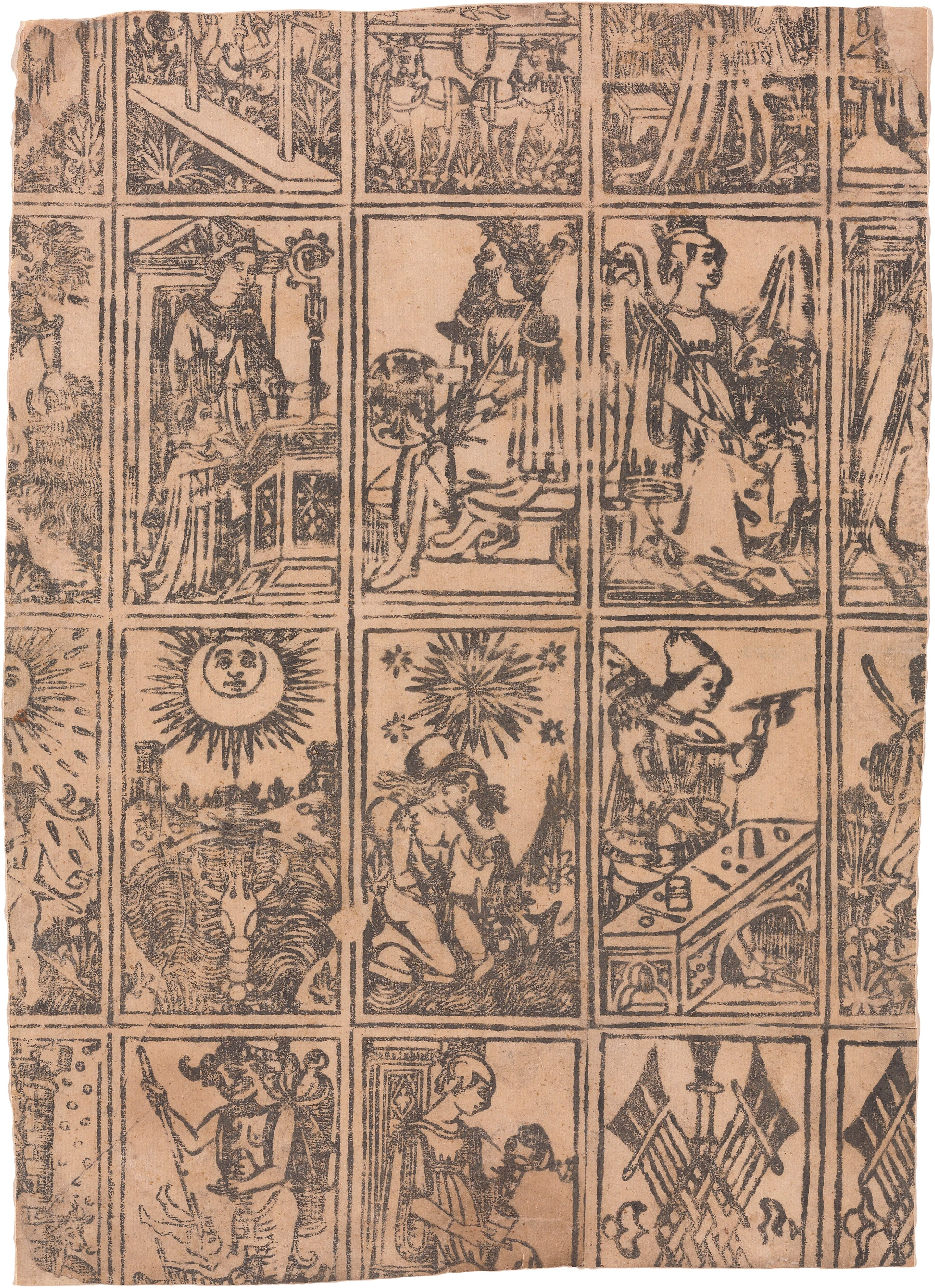
Il cosiddetto "Foglio Cary", foglio intonso di Tarocchi, Milano?, fine sec. XV (Beinecke Rare Book Library, Yale University)

Lo stile dei Trionfi è molto simile a quello di un foglio di carte milanese databile alla fine del XV secolo, il cosiddetto "Foglio Cary", conservato alla Beinecke Rare Book Library dell'Università di Yale. A parte alcune differenze nei dettagli e composizione delle illustrazioni di alcune carte, la principale novità rispetto alle carte milanesi del XV secolo è la presenza nei Tarocchi proto-marsigliesi e marsigliesi del numero e nome della carta in fondo a ciascuna di esse. Nei primi mazzi di tarocchi italiani queste caratteristiche sono assenti e i giocatori dovevano ricordare a memoria l'ordine della carta. Fa eccezione a questo il XIII trionfo (La Morte) il cui nome generalmente non è stampato.
I Trionfi dei Tarocchi proto-marsigliesi stampati a Lione da Jean Dodal nel periodo 1701-1715:

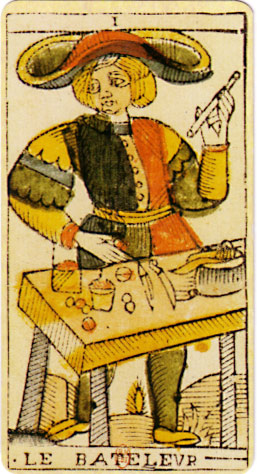
Le Bateleur (Il Bagatto)
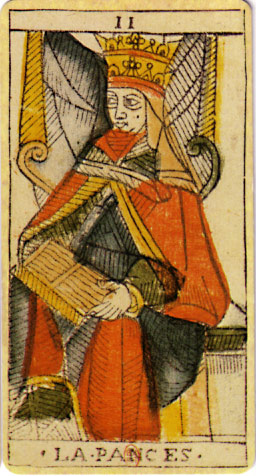
La Papesse (La Papessa)
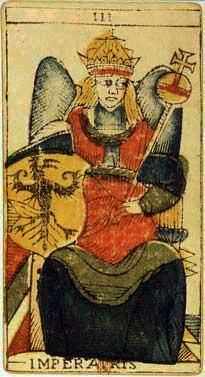
L'Impératrice (L'Imperatrice)
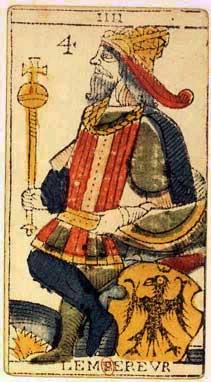
L'Empereur (L'Imperatore)
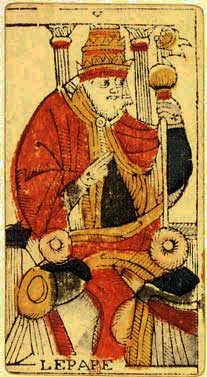
Le Pape (Il Papa)
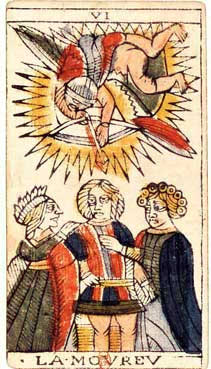
L'Amoureux (Gli Amanti)
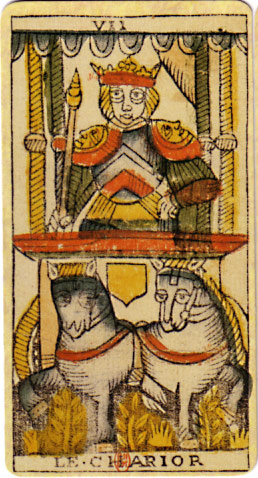
Le Chariot (Il Carro)
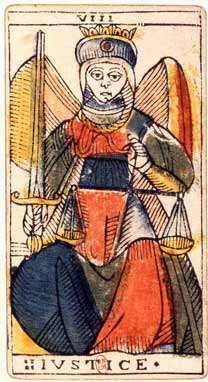
La Justice (La Giustizia)
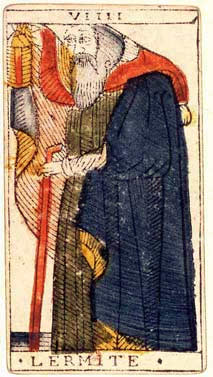
L'Hermite (L'Eremita)
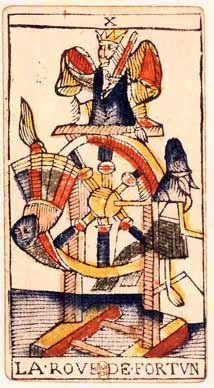
La Roue de Fortune (La Ruota della Fortuna)
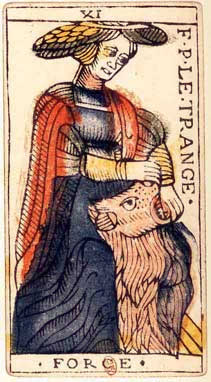
La Force (La Forza)
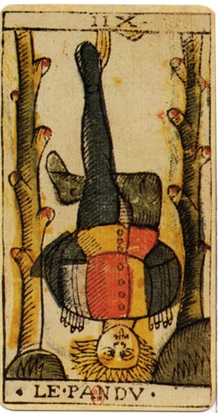
Le Pendu (L'Appeso)
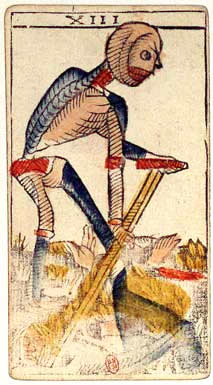
L'Arcane sans nom (La Mort) (La Morte)
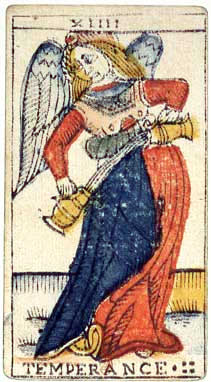
Tempérance (La Temperanza)
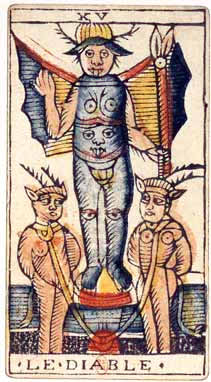
Le Diable (Il Diavolo)
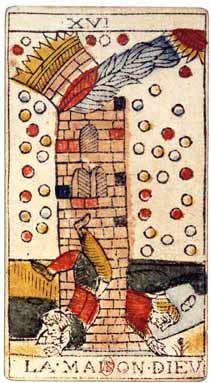
La Maison Dieu (La Torre)
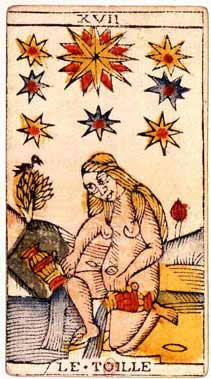
L'Étoile (La Stella)
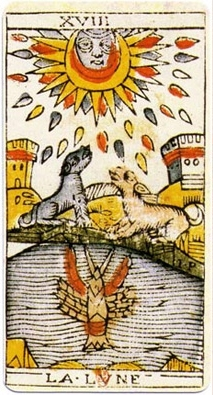
La Lune (La Luna)
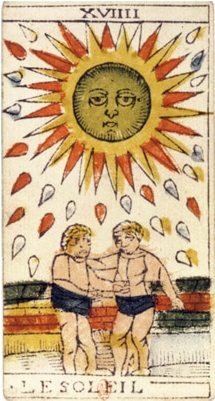
Le Soleil (Il Sole)
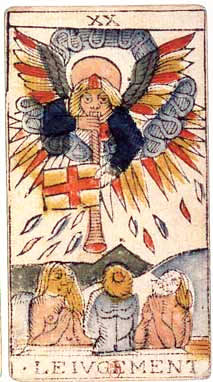
Le Jugement (Il Giudizio)
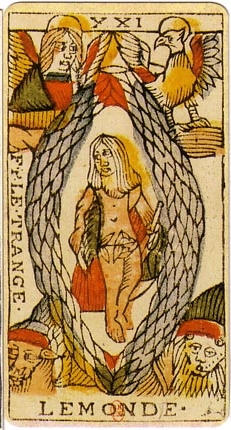
Le Monde (Il Mondo)
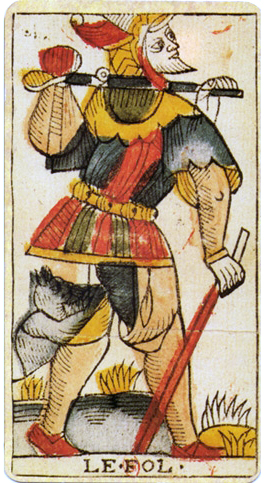
Le Fol (Le Mat) (Il Matto)

Altre immagini

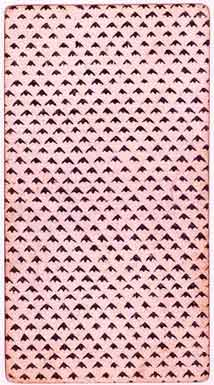
Il dorso di una carta
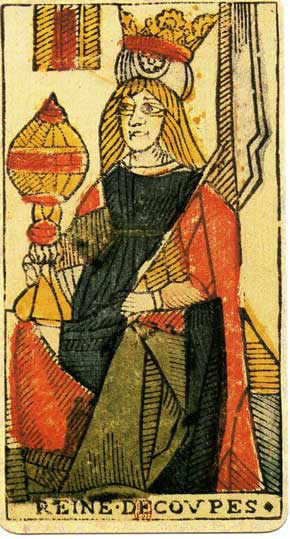
La Regina di coppe
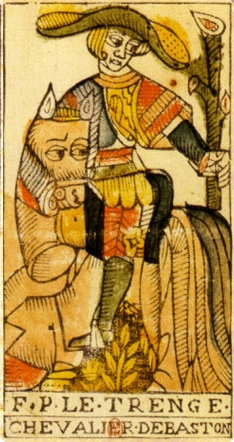
Il Re di bastoni
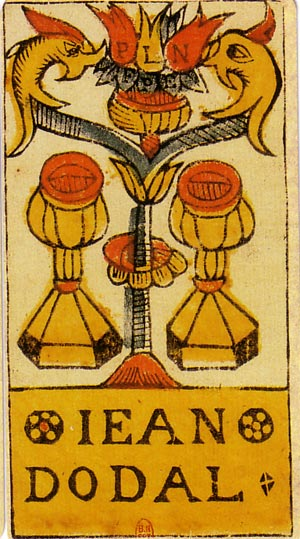
Il due di coppe, su cui compare il nome del produttore

### Varianti
La carta della Papessa ha generato discussioni a causa della rappresentazione di un papa femmina. Maifreda da Pirovano, (che veniva chiamata Papessa dai suoi seguaci), diede ispirazione a questa carta, nel mazzo di Tarocchi dipinti da Michelino da Besozzo per ordine di Filippo Maria Visconti in occasione del suo matrimonio con Maria di Savoia.
In una delle varianti dei Tarocchi marsigliesi detti Tarocchi svizzeri o Tarocchi di Besançon il Papa e la Papessa sono sostituiti rispettivamente da Giunone con il suo pavone e Giove con la sua aquila. Mazzi più recenti, seguendo un suggerimento di Court de Gébelin, rinominano le due carte Ierofante e Alta sacerdotessa. Durante la rivoluzione francese l'Imperatore e l'Imperatrice furono i soggetti di simili controversie.
Nel nord della Francia sui mazzi fiamminghi La Papessa fu rimpiazzata con Le Spagnol Capitano Eracasse (il Capitano della Commedia dell'arte), mentre il Papa (che spesso viene ritratto mentre regge il calice della comunione) viene rimpiazzato da Dioniso, la divinità greca del vino, che regge una bottiglia o coppa di vino e un bastone con grappoli mentre cavalca un barilotto di birra. Questo mazzo fu usato e è ancora in uso in molte parti del mondo, fu addirittura utilizzato in un famoso libro di Italo Calvino "Il Castello dei Destini Incrociati " (ambientato nell'epoca medioevale).

## Storia
Le carte erano originariamente stampate da matrici di legno; successivamente i fogli erano colorati a mano o con l'uso di stencil. 
I Tarocchi di Marsiglia vanno nettamente distinti dai Tarocchi proto-marsigliesi, molto simili, prodotti in precedenza da Jean Noblet a Parigi verso il 1650, da Jean  Dodal a Lione (intorno al 1701), da Pierre Madenié a Digione verso il 1709, da Jean-Pierre Payen ad Avignone nel 1713.
I più antichi Tarocchi prodotti a Marsiglia, risalgono ai primi decenni del XVIII secolo. Va ricordato prima di tutti il mazzo di François Chosson, stampato a Marsiglia verso il 1735 e poi quello più noto, di Nicholas Conver, che nel 1760 produsse un mazzo destinato a passare alla storia come prototipo del mazzo ricreato dal regista cileno Alejandro Jodorowsky insieme a Philippe Camoin, lontano erede della fabbrica Conver. 
La storia di quel mazzo, stampato a Marsiglia nel 1997, è stata raccontata dallo stesso Jodorowsky in La Via dei Tarocchi (2005), scritta assieme a Marianne Costa. Il mazzo è datato 1471 in quanto gli autori pretendono di essersi basati sui più antichi tarocchi marsigliesi e principalmente su quelli di Nicholas Conver, che però risalgono al 1760 
Un altro modello molto conosciuto di Tarocchi "di Marsiglia" fu inciso su legno dallo svizzero Claude Burdel, a Fribourg, nel 1741. Egli aveva contrassegnato Il Carro con le sue iniziali, mentre la sua firma per esteso compare sul 2 di Denari. Le figure sono intere, e - relativamente ai Trionfi - sono contrassegnati da numeri romani e recano il titolo in un francese sgrammaticato, spesso privo di accenti e apostrofi. La Morte non aveva nome. Gli abiti dei personaggi, pur nella loro forte stilizzazione, si riferiscono a prototipi rinascimentali. Il Tarocco di Claude Burdel fu poi rielaborato a Parigi da B.-P.Grimaud, e ristampato nella seconda metà del XIX secolo.

### Esoterismo
Alla fine del XVIII secolo un Tarot de Besançon colse l'attenzione del Maestro massone Antoine Court de Gébelin. I suoi scritti, che contenevano molte speculazioni sulla supposta origine egiziana dei Tarocchi e dei loro simboli stimolarono l'inventiva di un esoterista, Jean-Baptiste Alliette, meglio noto come Etteilla, il quale produsse il primo Jeu de Tarots égyptiens a scopo esplicitamente divinatorio nella cartomanzia è decisamente attestato in tutta la Francia al termine del XVIII secolo, Alexis-Vincent-Charles Berbiguier riporta un incontro con due "sibille" che usavano i mazzi da tarocchi come strumento di divinazione al termine del secolo ad Avignone. Nel mondo inglese, dove il gioco dei Tarocchi non si era mai diffuso, questi mazzi vennero conosciuti attraverso l'influenza degli esoteristi francesi come Etteilla e, successivamente, Eliphas Lévi. Gli occultisti inglesi produssero successivamente propri mazzi esoterici come i Tarocchi Rider-Waite o i Tarocchi di Toth, due dei mazzi principalmente usati dagli occultisti odierni.

### Pubblicazione
È possibile acquistare copie dei mazzi antichi da vari editori, per esempio copie dei mazzi di Convert sono pubblicati dall'italiana Lo Scarabeo e dalla francese Héron. Lo Scarabeo pubblica anche una versione di un mazzo svizzero del 1751 di Claude Burdel. La U.S. Games/Cartamundi ha pubblicato una riproduzione del mazzo di tarocchi del 1701 di Dodal, ora fuori produzione.